# Моріс Дрюон
Морі́с Дрюо́н (фр. Maurice Druon; *23 квітня 1918, Париж, Франція — †14 квітня 2009, там же) — французький письменник, член Французької академії з 1967 року.

## Життєпис
Син актора Лазаря Кесселя (20 травня 1899—1920), вихідця з Оренбурга, який разом з сім'єю в 1908 році залишив Росію і переїхав до Ніцци, де грав під акторським псевдонімом Сібе́р, але наклав на себе руки у віці 21 року. Племінник письменника і героя Французького Опору Жозефа (Йосипа) Кесселя (1898—1979).
Моріс прийняв прізвище свого вітчима Р. Дрюона.
Вперше почав публікуватися у вісімнадцятирічному віці. З 1937 по 1939 рік — студент факультету політичних наук Паризького університету. Після закінчення в 1940 році військової школи в місті Сомюр отримав військове звання офіцера кавалерії. Моріс Дрюон брав участь у боях захисту Франції від фашистів. Після поразки Франції демобілізувався і залишився в неокупованій зоні.
Брав участь у Французькому Опорі. У 1942 році інкогніто через Іспанію і Португалію перебрався до Лондона, де приєднався до створеного Шарлем де Голлем руху «Вільна Франція». Став одним з його близьких соратників. Займався у штабі питаннями інформації. Одночасно був фронтовим кореспондентом французьких і союзницьких військ.
Вчився на літературному факультеті в Парижі. Дрюон вирішив повністю присвятити себе літературі в 1946 році. У 1948 році опублікований перший великий твір письменника — «Сильні світу цього», за який у тому ж році він був удостоєний престижної Гонкурівської премії. У 1966, 1998 і 2000 роках за успіхи в літературній творчості удостоєний премій Принца Монако, Сен-Симона і д'Обіне, відповідно.
Від 1967 року Моріс Дрюон — член Французької академії.
У 1973-74 роках письменник обіймав посаду міністра культури Франції в уряді Жоржа Помпіду, а у період 1978 по 1981 роки працював депутатом у міських зборах Парижа. Був депутатом Національних зборів країни і Європарламенту.
Протягом 14 років Дрюон займав посаду постійного секретаря Французької академії. З 2007 року він був найстаршим із обранців Французької Академії, що відає питаннями розвитку літератури і різних видів мистецтва, виданням академічного словника.
Моріс Дрюон став одним з 75 володарів Великого хреста ордена Почесного легіону — вищої державної нагороди Франції. Удостоєний високих державних нагород Аргентини, Бельгії, Бразилії, Великої Британії, Греції, Італії, Лівану, Марокко, Мальти, Мексики, Монако, Португалії, СРСР (орден Дружби народів), Росії, Сенегалу, Тунісу. У 2007 році письменник став іноземним членом Російської академії наук.
Похований у своєму маєтку — абатстві Фез, що в місті Лез-Артіг-де-Люссак.

## Творчість і популярність

### Творчість
Дрюон написав понад 50 романів, драматургічних поем і п'єс.
Письменник тяжів до натуралізму (новели «Вогненна хмара», 1938). Один з найвизначніших творів письменника, трилогія «Сильні світу цього» є широким полотном життя Франції і водночас заглиблення у проблематику людських стосунків на прикладі зображення кількох поколінь буржуазно-аристократичної родини.
Magnum opus Моріса Дрюона — серія історичних гостросюжетних романів «Прокляті королі» (фр. Les Rois Maudits, 1955-77), де змальовано події історії Франції XIV століття:
1. Le Roi de fer (Залізний король)
2. La Reine étranglée (Задушена королева)
3. Les Poisons de la couronne (Отрута корони)
4. La Loi des mâles (Закон чоловіків)
5. La Louve de France (Французька вовчиця)
6. Le Lis et le Lion (Лілія та Лев)
7. Quand un Roi perd la France (Коли король втрачає Францію)

Моріс Дрюон відомий також тим, що разом зі своїм дядьком Ж.Кесселем створив «Пісню партизанів», яка в роки Другої світової війни стала справжнім гімном Французького Опору, — президент Франції Ніколя Саркозі навіть заявив, що в історії Дрюон лишиться передусім як її автор.

### Популярність в СРСР і українські переклади
Моріс Дрюон користувався доволі великою славою в Радянському Союзі, де його романи російською друкували величезними накладами. Видання, в т. ч. зібрання творів, М. Дрюона (як і деяких інших авторів) зажили епітету «макулатурні» — адже розповсюджувалися в обмін на прийняту від населення в спеціальних пунктах макулатуру.
Окремі переклади українською мовою творів Дрюона здійснили Т.Кудрявцева, М.Лук'янчикова, Л.Шендрик:
- Скандал у Марселі // «Всесвіт» № 3 за 1962 рік;
- Падіння стовпів // «Всесвіт» № 6-7 за 1965 рік;
- Тісту — хлопчик з чарівними пальцями., К., 1972